# Don Boscos salesianer

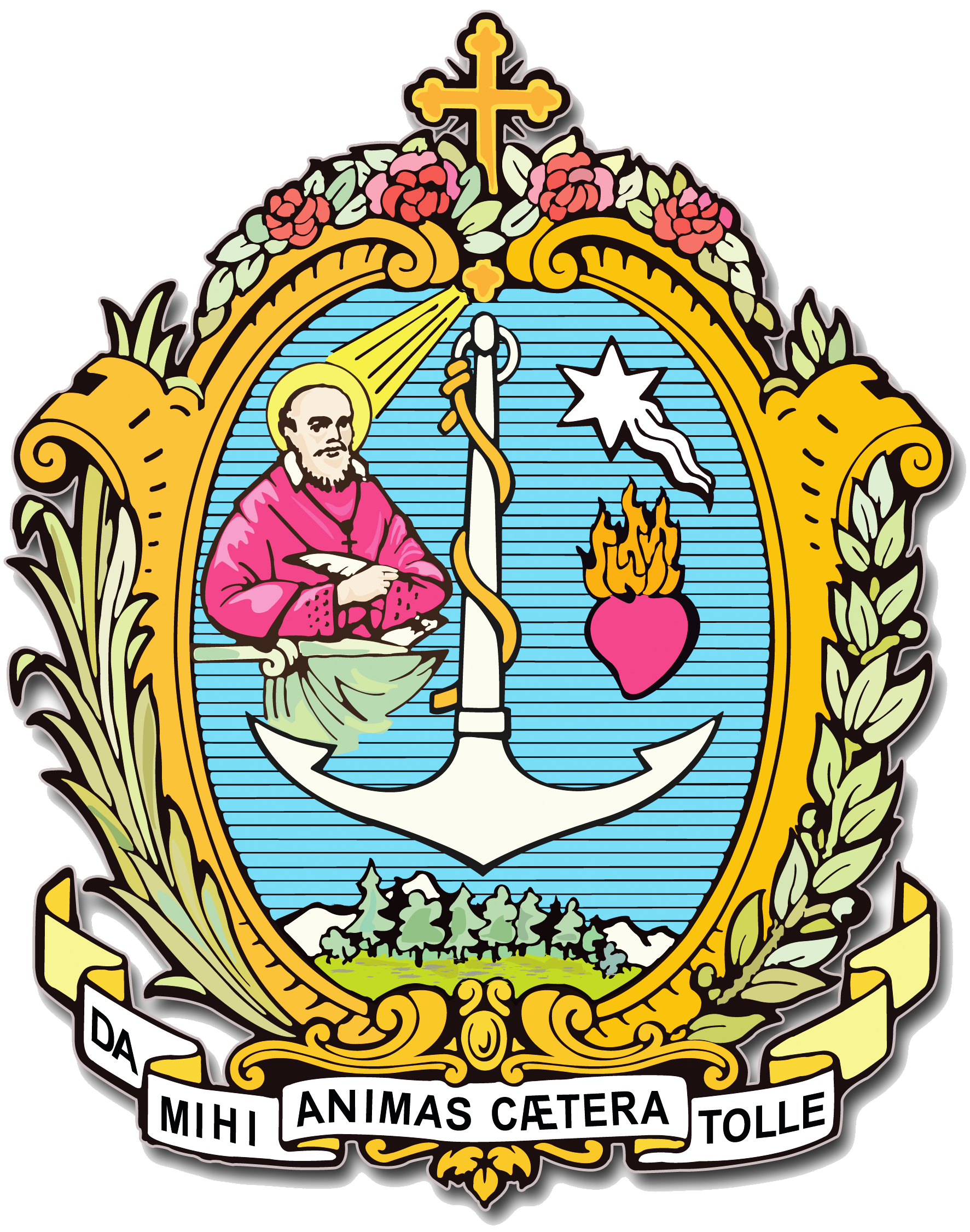
Vapen med mottot Da mihi animas cætera tolle, ”Ge mig själar, ta resten ifrån mig”.

Don Boscos salesianer är en romersk-katolsk prästkongregation grundad 1859 av Don Giovanni Bosco och uppkallad efter Frans av Sales. Dess verksamhet är knuten till att hjälpa ungdomar som är hemlösa eller har andra sådana problem.
Salesianerna är verksamma som lärare och missionärer, även i Sverige.